# Kowale (Pieniężno)
Kowale (deutsch Schönsee) ist ein kleiner Ort in der polnischen Woiwodschaft Ermland-Masuren und gehört zur Stadt- und Landgemeinde Pieniężno (Mehlsack) im Powiat Braniewski (Kreis Braunsberg).

## Geographische Lage
Kowale liegt im Nordwesten der Woiwodschaft Ermland-Masuren, 33 Kilometer südöstlich der Kreisstadt Braniewo (Braunsberg).

## Geschichte
Das kleine Dorf Schönsee kam 1874 als Landgemeinde zum neu errichteten Amtsbezirk Plauten (polnisch Pluty) im ostpreußischen Kreis Braunsberg, Regierungsbezirk Königsberg. Bis 1945 war er dort zugehörig.
176 Einwohner waren im Jahre 1910 in Schönsee gemeldet. Ihre Zahl stieg bis 1933 auf 198 und belief sich 1939 auf 190.
Als 1945 in Kriegsfolge das gesamte südliche Ostpreußen an Polen abgetreten wurde, erhielt Schönsee die polnische Namensform „Kowale“. Heute ist der Ort eine Osada (=„Siedlung“) innerhalb der Gmina Pieniężno (Stadt- und Landgemeinde Mehlsack) im Powiat Braniewski (Kreis Braunsberg), von 1975 bis 1998 der Woiwodschaft Elbląg, seither der Woiwodschaft Ermland-Masuren zugehörig.

## Religion
Bis 1945 war Schönsee in das Kirchspiel der evangelischen Pfarrkirche Mehlsack in der Kirchenprovinz Ostpreußen der Kirche der Altpreußischen Union eingegliedert. Heute gehört Kowale zur römisch-katholischen Pfarrei Pluty (Plauten) im Dekanat Górowo Iławeckie (Landsberg) des Erzbistums Ermland.

## Verkehr
Kowale liegt an einer Nebenstraße, die bei Łoźnik (Lotterfeld) von der Woiwodschaftsstraße 512 abzweigt und über Glądy (Glanden) und Lubianka (Liebenthal) nach Wopy (Woppen) führt.
Eine Bahnanbindung besteht nicht.